# Permis de vivre
Permis de vivre (Vivir sin permiso) est une série télévisée espagnole en vingt-trois épisodes d'environ 75 minutes diffusée du 24 septembre 2018 au 16 mars 2020 sur Telecinco, créée par David Bermejo.
Dans les pays francophones, elle est disponible sur Netflix.

## Synopsis
Nemo Bandeira, un baron de la drogue de Galice utilisant une couverture d'homme d'affaires intègre, apprend qu’il est atteint de la maladie d'Alzheimer. Bien qu'il tente de garder sa famille à l’écart de cette nouvelle, il lui devient de plus en plus difficile de cacher son état de santé et il essaie de se trouver un successeur.
La saison 1 de l'émission tourne autour des défis de Nemo Bandeira au sein de sa famille et de son réseau d'affaires. La saison 2 voit son numéro deux, Mario Mendoza, tenter de voler son empire commercial, ce qui entraîne trahisons, violences et chaos dans la famille Bandeira.

## Distribution

### Acteurs principaux
- José Coronado (VF : Vincent Violette) : Nemo Bandeira, trafiquant de drogue atteint de la maladie d'Alzheimer
- Álex González (VF : Nessym Guetat) : Mario Mendoza, bras droit de Nemo, qui l'a élevé et dont il souhaite être le prochain successeur
- Claudia Traisac (VF : Ludivine Maffren) : Lara Balarés / Lara Bandeira, fille illégitime de Nemo

### Acteurs récurrents
- Luis Zahera (VF : Emmanuel Karsen) : Ferro, ami fidèle de Nemo faisant l'essentiel de son « sale boulot »
- Pilar Castro (VF : Agnès Manoury) : Chon Moliner, l'épouse de Nemo et la mère de Carlos et Nina
- Àlex Monner (VF : Yoann Sover) : Carlos Bandeira, le fils de Nemo
- Giulia Charm (VF : Claire Baradat) : Nina Bandeira, la fille de Nemo
- Unax Ugalde (VF : Sébastien Ossard) : Malcolm Souza
- Claudia Traisac : Lara Balarés Ponte / Lara Bandeira
- Héctor Arteaga : Empleado Opensea
- Leonor Watling (VF : Annie Milon) : Berta Moliner, la sœur de Chon
- Édgar Vittorino (VF : Cédric Dumond) : Freddy
- Ledicia Sola (VF : Marie Chevalot) : Elisa, la femme de Mario
- Patrick Criado (VF : Benjamin Bollen) : Daniel Arteaga
- Daniel Currás (VF : Franck Sportis) : Tigre
- Xabier Deive : Adolfo Monterroso
- Paula Morado : l’inspecteur Alen
- Ricardo Gómez (VF : Benjamin Pascal) : Alejandro
- Mercedes Castro (VF : Maïté Monceau) : Carmiña
- Javier Abad : Nemo Joven
- Andrew Joseph Perez : Young Nemo
- Carmela Martins : Rory